# Szongun

Szongun (Songun) - hangul és handzsa (hanja) írásjegyekkel

A szongun (hangul: 선군정치, szongun csongcshi, handzsa: 先軍政治, RR: seongun jeongchi, ’„első a hadsereg”-politika’) Kim Dzsongil (Kim Jong-il) észak-koreai vezető által kidolgozott, az ország egyenruhásait rangsorban a civil emberek felé emelő ideológia. A Koreai Munkapárt szerint a Szongun (Songun) ideológiai alapjait 1960. augusztus 25-én fektették le, de átültetése a gyakorlatba az 1990-es évek középén történt meg.

## Története

### Előzmény
Kim Ir Szen (Kim Il-sung) Észak-Koreája az 1970-es évektől a dzsucse (juche) eszményét követte, amelynek megalkotását a kínai-szovjet eltávolodás tette szükségessé, ugyanis Kim igyekezett legfőbb szövetségeseivel, a sztálini személyi kultuszt utólag elítélő és leépítő Szovjetunióval, és a keményvonalas maoista politikát követő Kínai Népköztársasággal is jó diplomáciai kapcsolatokat ápolni. Kim kialakította a saját, független politikáját, ez tette lehetővé azt, hogy később mind a két ország támogatását élvezhette egyaránt.

### Nehéz Menetelés
1994 júliusában elhunyt Kim Ir Szen (Kim Il-sung). Fia, Kim Dzsongil (Kim Jong-il) került hatalomra, akinek – apjával ellentétben – atomnagyhatalmi ambíciói voltak. A Szovjetunió 1991-es összeomlása után Oroszország még néhány évig támogatta ugyan Észak-Koreát, de a dél-koreai–orosz diplomáciai kapcsolatok rendeződése, és Kim Dzsongil (Kim Jong-il) hatalomra kerülése után ezek a támogatások kezdtek elapadni. 1995-re kitört Észak-Koreában az éhínség, amelyet a kormány Nehéz Menetelés (koreaiul: 고난의 행군; konani henggun (gonan-ui haenggun)) néven politikai propagandává alakított. Ez idő tájt a legszerényebb becslések szerint is 500 ezren haltak éhen, de az áldozatok száma elérhette valójában a 2,5-3 millió főt is.
Az éhínség tetőpontján az emberek fegyelmezetlenek lettek. A kormány kénytelen volt engedélyezni addig illegális tevékenységeket: ilyen volt például a vásárrendezés, és a tartományok közti vándorlás. Eközben megnőtt az utcán élő koldus-tolvaj gyermekek, a kotcsebi (kotjebi)k száma. Mivel a katonák sem ettek eleget, nem tudták ellátni a feladatkörüket, Kim Dzsongil (Kim Jong-il) pedig, mivel félt egy esetleges katonai hatalomátvételtől (félelme később beigazolódott), nekik kedvező rendelkezéseket hozott, így a javak nagyrészét is a Koreai Néphadsereg kapta meg.

### A helyzet lassú javulása
A súlyos élelmiszerhiányt természeti katasztrófák (áradás, szárazság) is súlyosbították, az Egyesült Nemzetek Szervezete (főként Kína, Egyesült Államok, Japán, Dél-Korea) élelmiszersegélyeket küldött Észak-Koreának, ugyanakkor sokak szerint ezt a katonák között osztották szét, és minimális jutott belőle az észak-koreai lakosoknak. Kína további támogatást nyújt egészen napjainkig Észak-Korea ásványkincseiért cserébe.
Miután valamelyest javult Észak-Korea gazdasági helyzete, Kim hadiköltekezésekbe kezdett, 2006 októberében pedig Észak-Korea első alkalommal atomfegyvert tesztelt.
2011 decemberében Kim Dzsongil elhunyt. Helyébe fia, Kim Dzsongun (Kim Jong-un) lépett, aki egy ideig folytatta apja örökségét, azonban pár évvel később bevezette a technológiai fejlesztéseket a katonasággal egy szintre emelő pjongdzsin (byeongjin) politikai irányvonalat.